# Quarter Moon in a Ten Cent Town
| Recensione                        | Giudizio    |
| --------------------------------- | ----------- |
| AllMusic                          | [ 2 ]       |
| The New Rolling Stone Album Guide | [ 3 ]       |
| Sputnikmusic                      | 3.7 (Great) |
| Dizionario del Pop-Rock           | [ 5 ]       |
| 24.000 dischi                     | [ 6 ]       |

Quarter Moon in a Ten Cent Town è un album discografico in studio della cantante statunitense Emmylou Harris, pubblicato nel gennaio del 1978.

## Tracce
Lato A
1. Easy from Now On – 3:07 (Susanna Clark, Carlene Routh)
2. Two More Bottles of Wine – 3:08 (Delbert McClinton)
3. To Daddy – 2:45 (Dolly Parton)
4. My Songbird – 3:07 (Jesse Winchester)
5. Leaving Louisiana in the Broad Daylight – 4:21 (Rodney Crowell, Donivan Cowart)

Lato B
1. Defying Gravity – 4:16 (Jesse Winchester)
2. I Ain't Living Long Like This – 4:08 (Rodney Crowell)
3. One Paper Kid (con Willie Nelson) – 2:58 (Walter Martin Cowart)
4. Green Rolling Hills (con Fayssoux Starling) – 3:38 (Utah Phillips)
5. Burn That Candle – 4:27 (Winfield Scott)

Edizione CD del 2004, pubblicato dalla Warner Bros. Records/Rhino Entertainment (8122-78111-2)
1. Easy from Now On – 3:06 (Susanna Clark, Carlene Routh)
2. Two More Bottles of Wine – 3:06 (Delbert McClinton)
3. To Daddy – 2:46 (Dolly Parton)
4. My Songbird – 3:08 (Jesse Winchester)
5. Leaving Louisiana in the Broad Daylight – 4:20 (Rodney Crowell, Donivan Cowart)
6. Defying Gravity – 4:15 (Jesse Winchester)
7. I Ain't Living Long Like This – 4:05 (Rodney Crowell)
8. One Paper Kid (con Willie Nelson) – 2:57 (Walter Martin Cowart)
9. Green Rolling Hills (con Fayssoux Starling) – 3:39 (Utah Phillips)
10. Burn That Candle – 4:26 (Winfield Scott)
11. New Cut Road – 4:11 (Guy Clark) – Bonus track
12. LaCassine Special (con Barry Tashian) – 2:44 (Iry LeJeune, Eddie Shuler) – Bonus track

## Musicisti
Easy from Now On
- Emmylou Harris - voce
- James Burton - chitarra elettrica
- Albert Lee - chitarra acustica
- Brian Ahern - chitarra acustica
- Hank DeVito - chitarra pedal steel
- Mickey Raphael - armonica
- Emory Gordy - basso
- John Ware - batteria
- Glen D. Hardin - arrangiamenti strumenti a corda, conduttore musicale

Two More Bottles of Wine
- Emmylou Harris - voce, chitarra acustica
- Albert Lee - chitarra elettrica, pianoforte
- Brian Ahern - chitarra acustica
- Hank DeVito - chitarra pedal steel
- Glen D. Hardin - pianoforte
- Mickey Raphael - armonica
- Emory Gordy - basso
- John Ware - batteria
- Dianne Brooks - supporto vocale

To Daddy
- Emmylou Harris - voce, chitarra acustica
- Rodney Crowell - chitarra acustica
- Brian Ahern - chitarra a 12 corde
- Hank DeVito - chitarra pedal steel
- Glen D. Hardin - pianoforte elettrico
- Mickey Raphael - armonica
- Emory Gordy - basso
- John Ware - percussioni

My Songbird
- Emmylou Harris - voce
- James Burton - chitarra elettrica
- Brian Ahern - chitarra acustica
- Hank DeVito - chitarra pedal steel
- Albert Lee - mandolino
- Glen D. Hardin - pianoforte
- Emory Gordy - basso
- John Ware - batteria

Leaving Louisiana in the Broad Daylight
- Emmylou Harris - voce, chitarra acustica
- Albert Lee - mandolino, chitarra elettrica
- Hank DeVito - chitarra pedal steel
- Garth Hudson - accordion
- Rick Danko - fiddle, supporto vocale
- Glen D. Hardin - pianoforte elettrico
- John Ware - batteria

Defying Gravity
- Emmylou Harris - voce, chitarra acustica
- Albert Lee - chitarra elettrica solista
- James Burton - chitarra ritmica elettrica
- Rodney Crowell - chitarra acustica
- Hank DeVito - chitarra pedal steel
- Glen D. Hardin - pianoforte elettrico
- Mickey Raphael - armonica
- Emory Gordy - basso
- John Ware - batteria
- Nicolette Larson - supporto vocale

I Ain't Living Long Like This
- Emmylou Harris - voce, chitarra acustica
- Albert Lee - chitarra elettrica
- Rodney Crowell - chitarra ritmica elettrica
- Hank DeVito - chitarra pedal steel
- Glen D. Hardin - pianoforte
- Emory Gordy - basso
- John Ware - batteria
- Dianne Brooks - supporto vocale

One Paper Kid
- Emmylou Harris - voce, chitarra acustica
- Mickey Raphael - armonica
- Willie Nelson - armonie vocali

Green Rolling Hills
- Emmylou Harris - voce, chitarra acustica
- Fayssoux Starling - voce (duetto)
- James Burton - chitarra elettrica
- Brian Ahern - chitarra acustica, percussioni
- Hank DeVito - chitarra pedal steel
- Glen D. Hardin - pianoforte elettrico
- Ricky Skaggs - viola, fiddle
- Emory Gordy - basso
- John Ware - batteria

Burn That Candle
- Emmylou Harris - voce, chitarra acustica
- Albert Lee - chitarra elettrica
- Hank DeVito - chitarra pedal steel
- Glen D. Hardin - pianoforte
- Garth Hudson - sassofono baritono
- Mickey Raphael - armonica
- Emory Gordy - basso
- John Ware - batteria
- Nicolette Larson - supporto vocale
- Dianne Brooks - supporto vocale

Note aggiuntive
- Brian Ahern - produttore (per la Happy Sack Productions)
- Registrato al Enactron Truck (Studio Mobile)
- Brian Ahern, Bradley Hartman e Donivan Hartman - ingegneri delle registrazioni
- Ringraziamenti speciali a: Bob Hanka, Glen D. Hardin e Susanna Clark
- Susanna Clark - illustrazione copertina album
- Ed Thrasher - fotografie[8]

## Classifica
Album
| Anno | Classifica         | Posizione raggiunta |
| ---- | ------------------ | ------------------- |
| 1978 | Top Country Albums | 3                   |

Singoli
| Anno | Titolo del brano         | Classifica        | Posizione raggiunta |
| ---- | ------------------------ | ----------------- | ------------------- |
| 1978 | To Daddy                 | Hot Country Songs | 3                   |
| 1978 | Two More Bottles of Wine | Hot Country Songs | 1                   |
| 1978 | Easy from Now On         | Hot Country Songs | 12                  |